# Congresso Universal de Esperanto

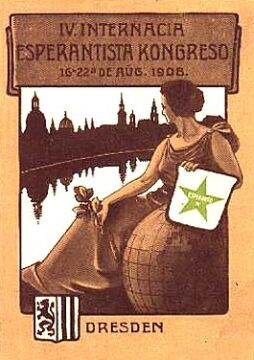
Postal do IV Congresso, 1908

O Congresso Universal de Esperanto (em esperanto Universala Kongreso de Esperanto) tem a maior tradição entre as convenções internacionais de esperanto, ocorrendo quase que regularmente há mais de cem anos.
Os congressos têm se realizado anualmente, desde 1905, exceto durante a Primeira e a Segunda Guerra Mundial. Até 1912, em Cracóvia, tinham o nome de "Congresso Internacional". A partir do ano seguinte, em Berna, a série passou a se chamar "Congresso Universal". A UEA, Associação Mundial de Esperanto, organiza esses congressos desde os anos 20. O Brasil recebeu o evento em duas ocasiões: em 1981 (Brasília) e 2002 (Fortaleza).
A média de participantes nesses congressos anuais é de cerca de 2000 (desde a Segunda Guerra Mundial, o número varia entre 800 e 6000 pessoas, dependendo do local). O número médio de países ali representados é de cerca de 60. Algumas organizações especializadas também aproveitam o evento para realizar suas reuniões anuais.
Apesar do nome tradicional de "Congresso", a série pode ser considerada um grande festival de cultura internacional, pois além de palestras e reuniões de trabalho, é uma semana intensa de espetáculos teatrais, música e apresentação da cultura local. Normalmente ocorrem na última semana de julho ou na primeira semana de agosto, começando e terminando em um sábado (em um total de 8 dias de evento).

## Congresso realizados e já planejados

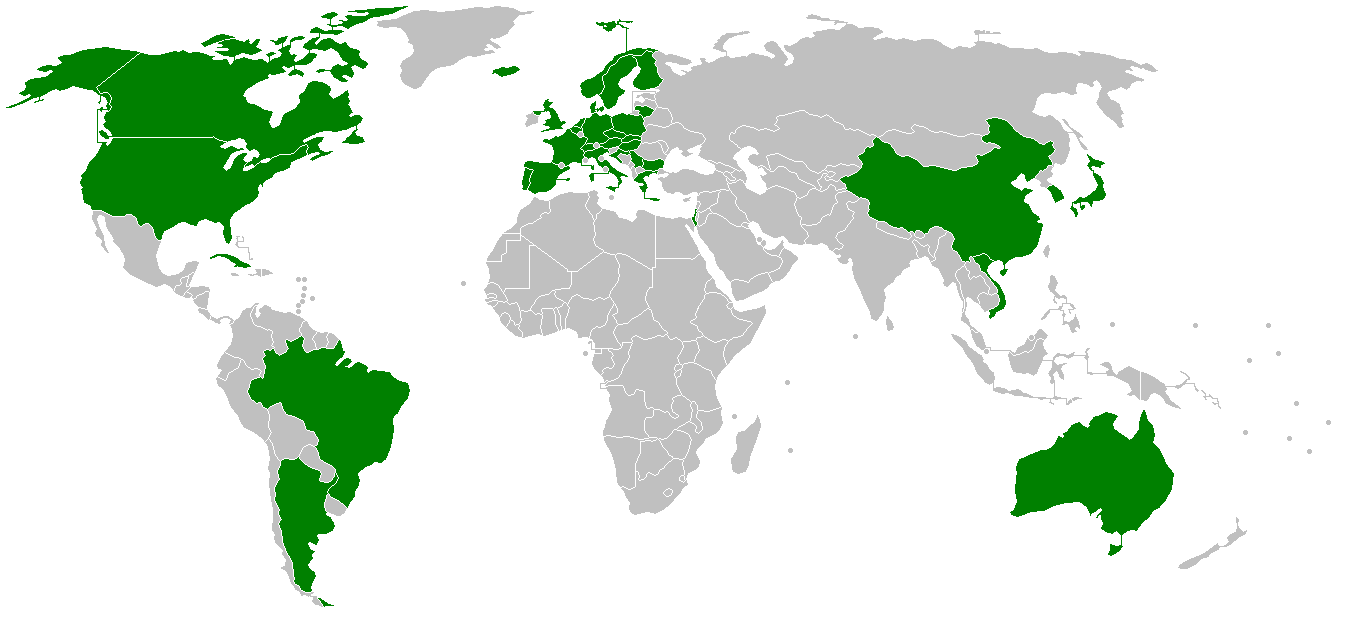
Países que já receberam um Congresso Mundial de Esperanto, entre 1905 e 2012.

| Número                  | Ano  | Cidade              | País                   | Número de participantes                    |
| ----------------------- | ---- | ------------------- | ---------------------- | ------------------------------------------ |
| 110°.                   | 2025 | Brno                | Chéquia                | a se realizar                              |
| 109°.                   | 2024 | Arusha              | Tanzânia               | 854 (o primeiro na África)                 |
| 108°.                   | 2023 | Torino              | Itália                 | 1323                                       |
| 107°.                   | 2022 | Montreal            | Canadá                 | 859                                        |
| 106°.                   | 2021 | Belfast             | Reino Unido            | virtual, em razão da COVID-19              |
| 105°.                   | 2020 | Montreal            | Canadá                 | virtual, em razão da COVID-19              |
| 104°.                   | 2019 | Lahti               | Finlândia              | 917                                        |
| 103°.                   | 2018 | Lisboa              | Portugal               | 1567                                       |
| 102°.                   | 2017 | Seul                | Coreia do Sul          | 1168                                       |
| 101°.                   | 2016 | Nitra               | Eslováquia             | 1252                                       |
| 100°.                   | 2015 | Lille               | França                 | 2695                                       |
| 99°.                    | 2014 | Buenos Aires        | Argentina              | 659                                        |
| 98°.                    | 2013 | Reikjavik           | Islândia               | 1034                                       |
| 97°.                    | 2012 | Hanói               | Vietname               | 848                                        |
| 96°.                    | 2011 | Copenhague          | Dinamarca              | 1458                                       |
| 95°.                    | 2010 | Havana              | Cuba                   | 1002                                       |
| 94°.                    | 2009 | Białystok           | Polónia                | 1860                                       |
| 93°.                    | 2008 | Roterdã             | Países Baixos          | 1845                                       |
| 92°.                    | 2007 | Yokohama            | Japão                  | 1901                                       |
| 91°.                    | 2006 | Florença            | Itália                 | 2209                                       |
| 90°.                    | 2005 | Vilnius             | Lituânia               | 2235                                       |
| 89°.                    | 2004 | Pequim              | China                  | 2031                                       |
| 88°.                    | 2003 | Gotemburgo          | Suécia                 | 1791                                       |
| 87°.                    | 2002 | Fortaleza           | Brasil                 | 1484                                       |
| 86°.                    | 2001 | Zagreb              | Croácia                | 1691                                       |
| 85°.                    | 2000 | Tel Aviv            | Israel                 | 1212                                       |
| 84°.                    | 1999 | Berlim              | Alemanha               | 2712                                       |
| 83°.                    | 1998 | Montpellier         | França                 | 3133                                       |
| 82°.                    | 1997 | Adelaide            | Austrália              | 1224                                       |
| 81°.                    | 1996 | Praga               | Chéquia                | 2972                                       |
| 80°.                    | 1995 | Tampere             | Finlândia              | 2443                                       |
| 79°.                    | 1994 | Seul                | Coreia do Sul          | 1776                                       |
| 78°.                    | 1993 | Valência            | Espanha                | 1863                                       |
| 77°.                    | 1992 | Viena               | Áustria                | 3033                                       |
| 76°.                    | 1991 | Bergen              | Noruega                | 2400                                       |
| 75°.                    | 1990 | Havana              | Cuba                   | 1617                                       |
| 74°.                    | 1989 | Brighton            | Reino Unido            | 2280                                       |
| 73°.                    | 1988 | Roterdã             | Países Baixos          | 2321                                       |
| 72°.                    | 1987 | Varsóvia            | Polónia                | 5946                                       |
| 71°.                    | 1986 | Beijing             | China                  | 2482                                       |
| 70°.                    | 1985 | Augsburg            | Alemanha               | 2311                                       |
| 69°.                    | 1984 | Vancouver           | Canadá                 | 802                                        |
| 68°.                    | 1983 | Budapeste           | Hungria                | 4834                                       |
| 67°.                    | 1982 | Antuérpia           | Bélgica                | 1899                                       |
| 66°.                    | 1981 | Brasília            | Brasil                 | 1749 (o primeiro na América do Sul)        |
| 65°.                    | 1980 | Estocolmo           | Suécia                 | 1807                                       |
| 64°.                    | 1979 | Lucerna             | Suíça                  | 1630                                       |
| 63°.                    | 1978 | Varna               | Bulgária               | 4414                                       |
| 62°.                    | 1977 | Reykjavík           | Islândia               | 1199                                       |
| 61°.                    | 1976 | Atenas              | Grécia                 | 1266                                       |
| 60°.                    | 1975 | Copenhaga           | Dinamarca              | 1227                                       |
| 59°.                    | 1974 | Hamburgo            | Alemanha               | 1651                                       |
| 58°.                    | 1973 | Belgrado            | Iugoslávia             | 1638                                       |
| 57°.                    | 1972 | Portland            | Estados Unidos         | 923                                        |
| 56°.                    | 1971 | Londres             | Reino Unido            | 2071                                       |
| 55°.                    | 1970 | Viena               | Áustria                | 1987                                       |
| 54°.                    | 1969 | Helsinki            | Finlândia              | 1857                                       |
| 53°.                    | 1968 | Madrid              | Espanha                | 1769                                       |
| 52°.                    | 1967 | Roterdã             | Países Baixos          | 1265                                       |
| 51°.                    | 1966 | Budapeste           | Hungria                | 3975                                       |
| 50°.                    | 1965 | Tóquio              | Japão                  | 1710 (o primeiro na Ásia)                  |
| 49°.                    | 1964 | Haia                | Países Baixos          | 2512                                       |
| 48°.                    | 1963 | Sofia               | Bulgária               | 3472                                       |
| 47°.                    | 1962 | Copenhaga           | Dinamarca              | 1550                                       |
| 46°.                    | 1961 | Harrogate           | Reino Unido            | 1646                                       |
| 45°.                    | 1960 | Bruxelas            | Bélgica                | 1930                                       |
| 44°.                    | 1959 | Varsóvia            | Polónia                | 3256                                       |
| 43°.                    | 1958 | Mogúncia            | Alemanha               | 2021                                       |
| 42°.                    | 1957 | Marselha            | França                 | 1468                                       |
| 41°.                    | 1956 | Copenhaga           | Dinamarca              | 2200                                       |
| 40°.                    | 1955 | Bolonha             | Itália                 | 1687                                       |
| 39°.                    | 1954 | Haarlem             | Países Baixos          | 2353                                       |
| 38°.                    | 1953 | Zagreb              | Iugoslávia             | 1760                                       |
| 37°.                    | 1952 | Oslo                | Noruega                | 1614                                       |
| 36°.                    | 1951 | Munique             | Alemanha               | 2040                                       |
| 35°.                    | 1950 | Paris               | França                 | 2325                                       |
| 34°.                    | 1949 | Bournemouth         | Reino Unido            | 1534                                       |
| 33°.                    | 1948 | Malmö               | Suécia                 | 1761                                       |
| 32°.                    | 1947 | Berna               | Suíça                  | 1370                                       |
| Segunda Guerra Mundial  |      |                     |                        |                                            |
| 31°.                    | 1939 | Berna               | Suíça                  | 765                                        |
| 30°.                    | 1938 | Londres             | Reino Unido            | 1602                                       |
| 29°.                    | 1937 | Varsóvia            | Polónia                | 1120                                       |
| 28°.                    | 1936 | Viena               | Áustria                | 854                                        |
| 27°.                    | 1935 | Roma                | Itália                 | 1442                                       |
| 26°.                    | 1934 | Estocolmo           | Suécia                 | 2042                                       |
| 25°.                    | 1933 | Colônia             | Alemanha               | 950                                        |
| 24°.                    | 1932 | Paris               | França                 | 1650                                       |
| 23°.                    | 1931 | Cracóvia            | Polónia                | 900                                        |
| 22°.                    | 1930 | Oxford              | Reino Unido            | 1211                                       |
| 21°.                    | 1929 | Budapeste           | Hungria                | 1200                                       |
| 20°.                    | 1928 | Antuérpia           | Bélgica                | 1494                                       |
| 19°.                    | 1927 | Gdańsk              | Cidade Livre de Danzig | 905                                        |
| 18°.                    | 1926 | Edimburgo           | Reino Unido            | 960                                        |
| 17°.                    | 1925 | Genebra             | Suíça                  | 953                                        |
| 16°.                    | 1924 | Viena               | Áustria                | 3400                                       |
| 15°.                    | 1923 | Nuremberga          | Alemanha               | 4963                                       |
| 14°.                    | 1922 | Helsínquia          | Finlândia              | 850                                        |
| 13°.                    | 1921 | Praga               | Tchecoslováquia        | 2561                                       |
| 12°.                    | 1920 | Haia                | Países Baixos          | 408                                        |
| Primeira Guerra Mundial |      |                     |                        |                                            |
| 11°.                    | 1915 | São Francisco       | Estados Unidos         | 163                                        |
| 10°.                    | 1914 | Paris               | França                 | cancelado devido à Primeira Guerra Mundial |
| 9°.                     | 1913 | Berna               | Suíça                  | 1203                                       |
| 8°.                     | 1912 | Cracóvia            | Polónia                | 1000                                       |
| 7°.                     | 1911 | Antuérpia           | Bélgica                | 1800                                       |
| 6°.                     | 1910 | Washington          | Estados Unidos         | 357 (o primeiro na América)                |
| 5°.                     | 1909 | Barcelona           | Espanha                | 1500                                       |
| 4°.                     | 1908 | Dresden             | Alemanha               | 1500                                       |
| 3°.                     | 1907 | Cambridge           | Reino Unido            | 1317                                       |
| 2°.                     | 1906 | Genebra             | Suíça                  | 1200                                       |
| 1°.                     | 1905 | Bolonha-sobre-o-Mar | França                 | 688                                        |

## Ligações Externas
- Página (em esperanto) do Congresso Universal de Esperanto - 2006